# Jan Halvor Halvorsen
Jan Halvor Halvorsen (Født 8. marts 1963) er en tidligere norsk fodboldspiller.
Han debuterede for Pors Grenland i den Norske 1. Division som 15-årig i 1978.
Som 17-årig var han med til at vinde den norske pokalturnering med Pors. i løbet af sin karriere har han spillet for Pors, Eik-Tønsberg, SK Brann, IK Start,
Hertha Berlin, Sogndal Fotball, AGF og Rosenborg BK, inden han sluttede sin karriere af i Byåsen i 1995.